# La Rédemption du marchand de sable
La Rédemption du marchand de sable (titre original : The Dead Letters) est un roman policier de l'écrivain américain Tom Piccirilli publié aux États-Unis en 2006 et en France en 2009.

## Résumé
Eddie Whitt, père détruit psychologiquement par la mort de sa fille à l'âge de cinq ans et par l'internement de sa femme en hôpital psychiatrique à la suite de cet évènement terrible, n'a de cesse qu’il traque le tueur de sa fille en essayant de survivre à ce cataclysme.